# HTC Pharos
HTC Pharos (также известен как HTC P3470) — коммуникатор компании HTC, вышедший в марте 2008 года. На устройстве установлена ОС Windows Mobile 6 Professional.

## Возможности
В органайзере присутствуют: будильник, калькулятор, планировщик задач. Коммуникатор поддерживает файлы MS Office. Также есть диктофон, POP/SMTP-клиент, GPS-приёмник и система A-GPS

### Комплектация
- Коммуникатор
- Кабель синхронизации miniUSB
- Зарядное устройство
- Чехол
- Проводная стереогарнитура
- CD-диск с программным обеспечением
- Инструкция